# Feng Pao
Feng Pao (čínsky pchin-jinem Féng Bǎo, znaky tradiční 馮保; žil ve druhé polovině 16. století) byl čínský eunuch, v letech 1567–1583 nejvýše postavený eunuch u pekingského dvora Wan-liho, císaře čínské říše Ming. S velkým sekretářem Čang Ťü-čengem a císařovnou vdovou Li patřil mezi tři nejvlivnější osobnosti spravující říši za nezletilého Wan-liho. Byl vzdělaný a kompetentní státník. Po úmrtí Čang Ťü-čenga roku 1582 ztratil podporu panovníka a začátkem roku 1583 ho císař přeložil na nižší pozici v Nankingu. 

## Jména
Feng Pao používal zdvořilostní jméno Jung-tching (čínsky pchin-jinem Yǒngtíng, znaky 永亭) a umělecký pseudonym Šuang-lin (čínsky pchin-jinem Shuānglín, znaky tradiční 雙林).

## Život
Feng Pao pocházel ze Šen-čou v severní Číně (Che-peji). V dětství studoval v Nej-šu-tchang, škole eunuchů v Zakázaném městě, kde přednášeli učenci z akademie Chan-lin. Miloval knihy, hrál na flétnu, vynikal v kaligrafii.
Roku 1538 byl přidělen do Správy obřadů jako písař a zůstal v něm následujících 15 let. Roku 1553 přešel do Správy pečetí, roku 1560 ho mingský císař Ťia-ťing jmenoval zástupcem ředitele (s’-li ping-pi tchaj-ťien) Správy obřadů. V následujících letech spolu se třemi-čtyřmi kolegy dozíral nad sestavováním a předáváním císařských výnosů. Roku 1567 si ho nový císař Lung-čching vybral za osobního tajemníka a jmenoval ředitelem Východního křídla (eunušské tajné služby) a současně císařských stájí. Roku 1572, těsně před smrtí, ho Lung-čching povýšil na ředitele (s’-li čang-jin tchaj-ťien, „velkého strážce pečeti“) Správy obřadů čímž se stal nejvýše postaveným eunuchem v Zakázaném městě, přičemž zůstal v čele Východního křídla. Nový desetiletý císař Wan-li tehdy respektoval a poslouchal tři osoby – matku císařovnu vdovu Li, velkého sekretáře Čang Ťü-čenga a Feng Paoa, kteří s sebou těsně spolupracovali.
Feng Pao byl efektivní, schopný a kompetentní. Nicméně po smrti Čang Ťü-čenga (roku 1582) začaly útoky cenzorů i na Feng Paoa. Začátkem roku 1583 byl odvolán z úřadů a přeložen na nízkou funkci do Nankingu. Odvoláno bylo i osm jeho nejbližších podřízených eunuchů. Jeho majetek i majetek příbuzných byl zkonfiskován. Jeho příbuzní, bratr a adoptivní syn, kteří sloužili ve vysokých funkcích v centrálních vojenských úřadech, skončili ve vězení, kde zemřeli.
Americký historik Shih-shan Henry Tsai k jeho osudu poznamenal, že přestože miloval historii a snažil se vyhnout chybám předchůdců, stejně po šestnácti letech u moci o ni přišel, když si kolegové-eunuši u císaře stěžovali na jeho příliš velkou moc.
V čele Východního křídla Feng Paoa nahradil Čang Ťing, který ve funkci zůstal do roku 1590, kdy byl odvolán kvůli ztrátě císařovy důvěry.
Shih-shan Henry Tsai ve své monografii o mingských eunuších uvádí, že zemřel roku 1583 po několika měsících pobytu v Nankingu. Naopak Michela Fontana, italská autorka životopisu Matteo Ricciho Matteo Ricci: A Jesuit in the Ming Court a americký historik Ronnie Po-Chia Hsia v monografii A Jesuit in the Forbidden City: Matteo Ricci 1553-1610, uvádějí, že Ricci se roku 1599 setkal se sedmdesátiletým Feng Paoem, tehdy stále jednou z nejvlivnějších postav Nankingu.